# دلقک (فیلم ۱۹۱۶)
دلقک (انگلیسی: The Clown) یک فیلم به کارگردانی ویلیام سی. دومیل است که در سال ۱۹۱۶ منتشر شد. از بازیگران آن می‌توان به ویکتور مور، توماس میگن، ارنست جوی، تام فرانک، هوراس بی. کارپنتر و هوراس بی. کارپنتر اشاره کرد.